# Ekaterina Lobycheva
Ekaterina Aleksandrovna Lobycheva (en russe : Екатерина Александровна Лобышева — Ekaterina Aleksandrovna Lobyševa), née le 13 mars 1985, à Kolomna (Union soviétique), est une patineuse de vitesse russe.

## Jeux olympiques
- Jeux olympiques d'hiver de 2006 à Turin  Italie :
  -  Médaille de bronze en poursuite par équipes.
- Jeux olympiques d'hiver de 2014 à Sotchi  Russie :
  -  Médaille de bronze en poursuite par équipes.